# Atractus duidensis
Atractus duidensis là một loài rắn trong họ Colubridae. Loài này được Roze mô tả khoa học đầu tiên năm 1961.